# Loudetia migiurtina
Loudetia migiurtina är en gräsart som först beskrevs av Emilio Chiovenda, och fick sitt nu gällande namn av Charles Edward Hubbard. Loudetia migiurtina ingår i släktet Loudetia och familjen gräs. Inga underarter finns listade i Catalogue of Life.